# Pars-lès-Romilly
Pars-lès-Romilly település Franciaországban, Aube megyében. Lakosainak száma 834 fő (2022. január 1.). Pars-lès-Romilly Gélannes, Maizières-la-Grande-Paroisse, Origny-le-Sec, Ossey-les-Trois-Maisons, Romilly-sur-Seine, Saint-Hilaire-sous-Romilly és Saint-Martin-de-Bossenay községekkel határos.

## Népesség
A település népességének változása:
| Lakosok száma | 406  | 714  | 713  | 747  | 812  | 848  | 824  | 817  | 816  | 834  |
|               | 1968 | 1982 | 1990 | 2006 | 2013 | 2015 | 2017 | 2019 | 2020 | 2022 |